# Ростов Арена
«Росто́в Аре́на», или «Росто́в-Аре́на» — футбольный стадион в Ростове-на-Дону, построенный в 2018 году специально для проведения матчей чемпионата мира (согласно решению ФИФА от 2 декабря 2010 года, вынесенному на основании официальной заявки России).
Первый тестовый матч на арене прошёл 15 апреля 2018 года в рамках 26-го тура РФПЛ между командами «Ростов» и «СКА-Хабаровск» (2:0). Официальное открытие стадиона состоялось 13 мая 2018 года.
Домашние матчи на стадионе проводит ФК «Ростов» (Ростов-на-Дону).

## Расположение

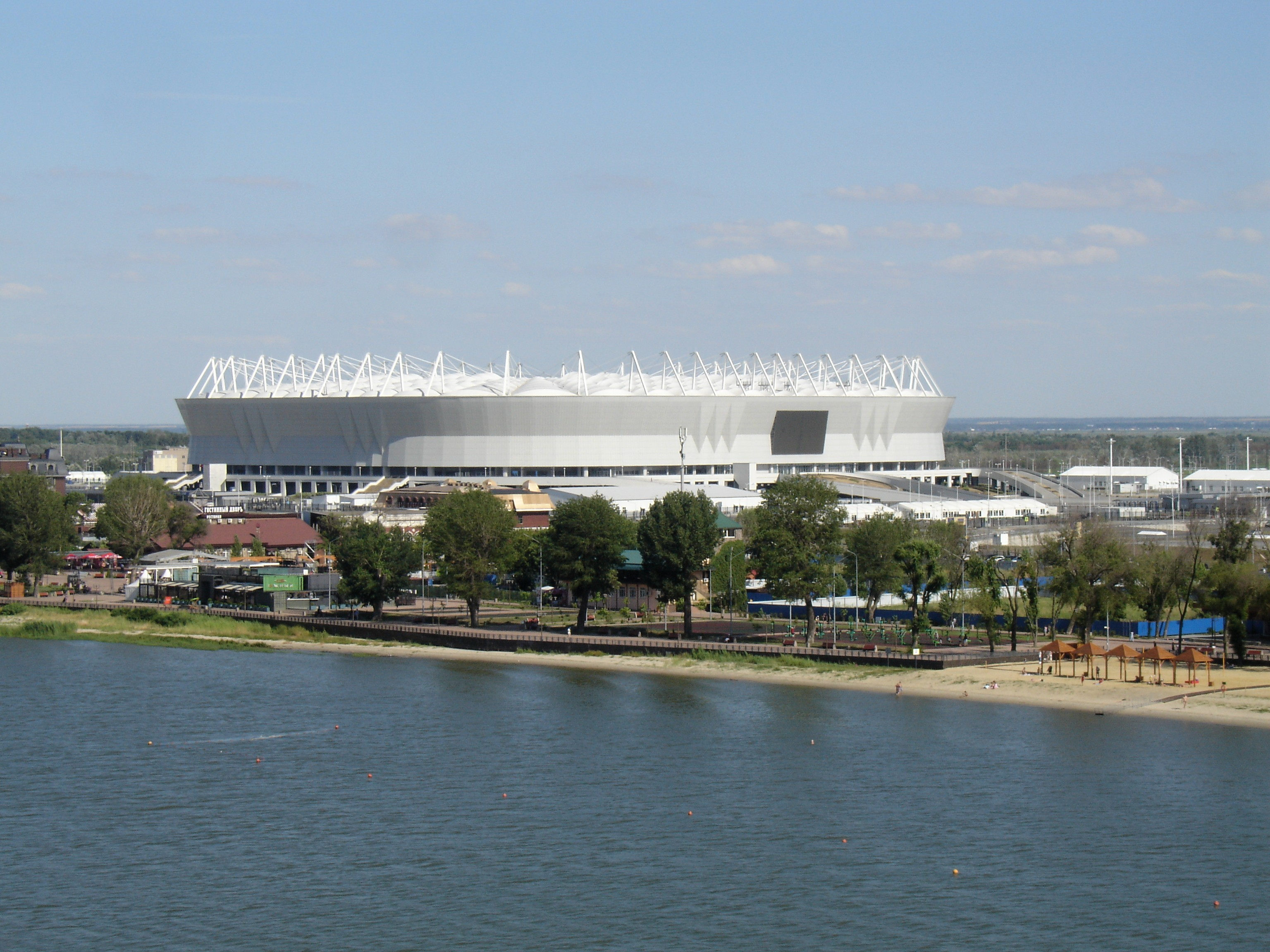
Вид с Ворошиловского моста

Местом расположения стадиона был выбран левый берег реки Дон. Цена постройки составила 19,8 млрд рублей. В мае 2018 года на прилегающей к стадиону территории был открыт парк «Левобережный».

## История
Стадион построен на левом берегу Дона, неподалёку от Гребного канала.
Согласно изначальному плану должен был выделяться среди остальных стадионов, построенных к ЧМ-2018 по футболу, оригинальным архитектурным решением — северная трибуна открыта, за ней открывается вид на реку Дон, однако позже план был изменён: фасад по всему периметру сплошной и выполнен по технологии медиафасада.

## Матчи чемпионата мира по футболу 2018 года
| Дата         | Время | Команда #1       | Счёт | Команда #2        | Раунд     | Посещаемость (Заполняемость) |
| ------------ | ----- | ---------------- | ---- | ----------------- | --------- | ---------------------------- |
| 17 июня 2018 | 21:00 | Бразилия         | 1:1  | Швейцария         | Группа E  | 43 109 чел. (99,16 %)        |
| 20 июня 2018 | 18:00 | Уругвай          | 1:0  | Саудовская Аравия | Группа A  | 42 678 чел. (98,17 %)        |
| 23 июня 2018 | 18:00 | Республика Корея | 1:2  | Мексика           | Группа F  | 43 472 чел. (100,00 %)       |
| 26 июня 2018 | 21:00 | Исландия         | 1:2  | Хорватия          | Группа D  | 43 472 чел. (100,00 %)       |
| 2 июля 2018  | 21:00 | Бельгия          | 3:2  | Япония            | Раунд 1/8 | 41 466 чел. (95,39 %)        |

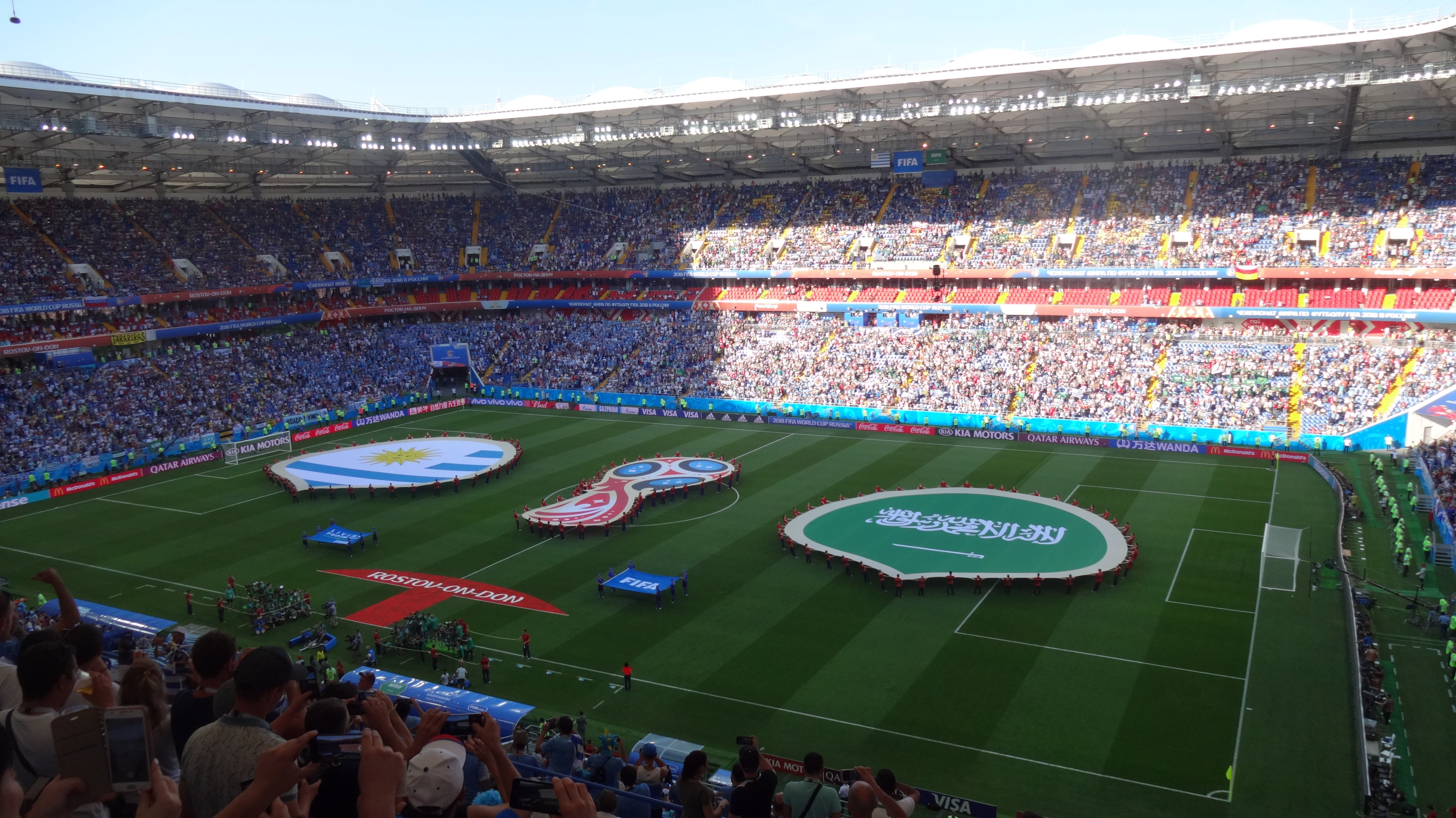
Во время матча Уругвай — Саудовская Аравия
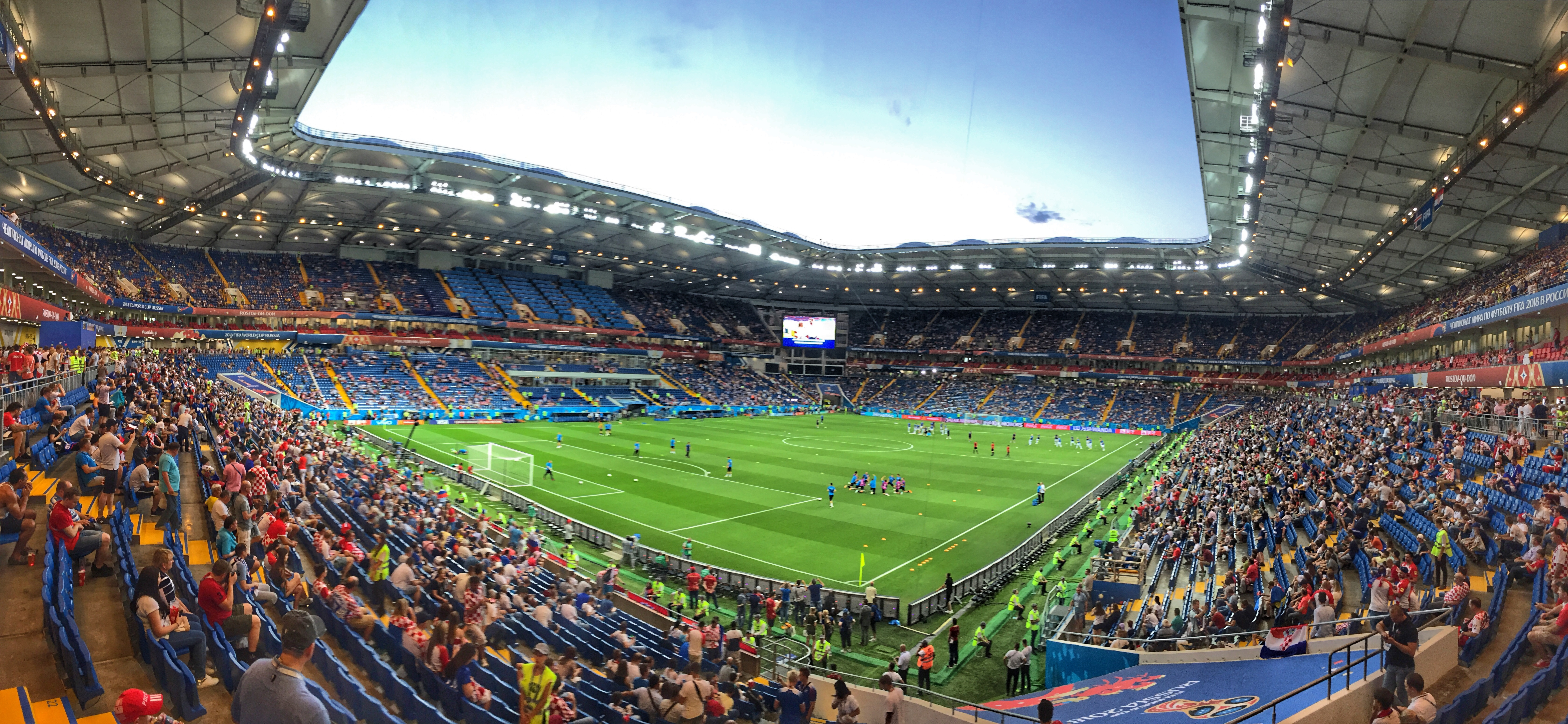
Панорама стадиона с трибуны D. Матч Исландия — Хорватия

После завершения Чемпионата мира стадион используется для проведения матчей футбольного клуба «Ростов», игр сборной команды России по футболу и других спортивных, культурно-массовых мероприятий.